# Rakuten Kitazawa
Yasuji Kitazawa (北澤 保次), (20 julho 1876 – 25 agosto 1955), mais conhecido pelo pseudônimo Rakuten Kitazawa (北澤 楽天), foi um mangaká e artista nihonga japonês. Ele desenhou muitos editoriais de cartoons e histórias em quadrinhos durante os anos finais da Era Meiji e do início do Período Shōwa. É considerado por muitos historiadores como o fundador do mangá moderno porque seu trabalho foi uma inspiração para muitos artistas e animadores de mangá mais jovens.
Ele foi o primeiro cartunista profissional no Japão, e o primeiro a usar o termo mangá em seu sentido moderno.

## Biografia
Rakuten nasceu em 1876 no distrito de Kita Adachi, em Ōmiya, na província de Saitama. Estudou pintura oriental com Ōno Yukihiko e pintura nihonga com Inoue Shunzui. Em 1895, entrou para a revista Box of Curios e começou a produzir cartoons com Frank Arthur Nankivell, um artista australiano que se tornou um cartunista popular na Puck.
Em 1899, foi trabalhar para o Jiji Shimpo, um jornal diário fundado por Fukuzawa Yukichi. A partir de janeiro de 1902 ele passou a contribuir para a Jiji Mangá, uma página de quadrinhos da edição dominical do jornal. Seus quadrinhos para essa página eram inspirados por bandas desenhadas norte-americanas como Katzenjammer Kids, Yellow Kid, e os trabalhos de Frederick Burr Opper.
Em 1905, começou uma revista satírica colorida chamada Tokyo Puck, nome influenciado pela revista americana Puck. A Tokyo Puck foi traduzida para inglês e chinês mas vendida tanto no Japão como também na Península da Coreia, na China continental e em Taiwan. Rakuten trabalhou nesta revista até 1915 (com exceção de um curto período em torno de 1912 em que publicou sua própria revista, chamada Rakuten Puck), e depois voltou a trabalhar para a Jiji Shimpo, onde permanesceu até sua aposentadoria em 1932.
Em 1929, Rakuten realizou uma exposição privada em Paris por recomendação do embaixador francês e foi condecorado com a Legion d'honneur. Durante a Segunda Guerra Mundial, ele foi o presidente da Nihon Manga Hōkō Kai, uma sociedade de cartunistas organizada pelo governo para apoiar o esforço de guerra.

## Influência
Antes de depois de se aposentar, Rakuten treinou muitos jovens artistas e animadores de mangá, incluindo Hekoten Shimokawa, criador da primeira animação de quadrinhos no Japão.
Junto com Ippei Okamoto, ele foi um dos cartunistas favoritos da juventude de Osamu Tezuka.

## Alguns trabalhos

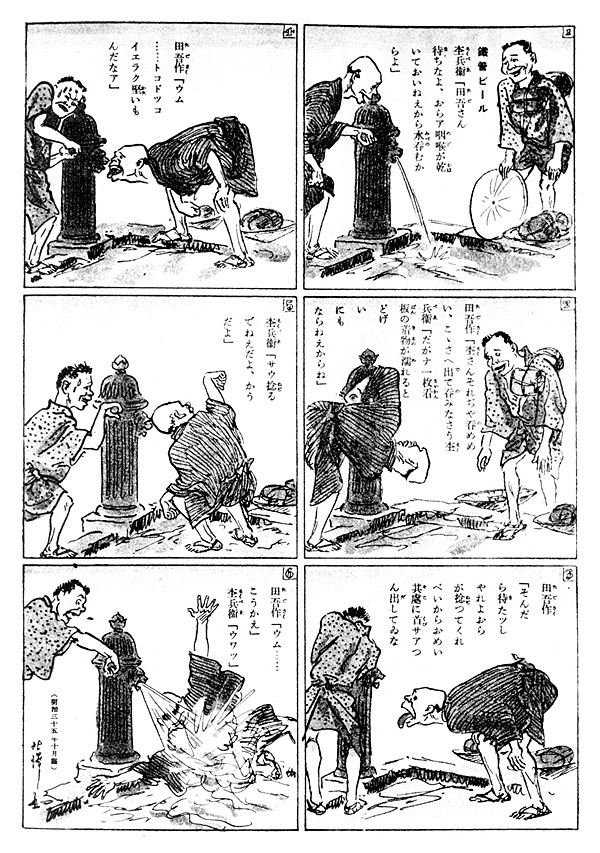
Página de Tagosaku to Mokubē no Tōkyō-Kenbutsu em 1902

Rakuten produziu muitas caricaturas políticas para a Jiji Shimpō e para a Tokyo Puck. Inicialmente, fazia muitas críticas ao governo japonês, mas depois do Incidente Kōtoku passou a fazer um trabalho mais conservador.
As histórias em quadrinhos mais populares de Rakuten foram publicadas na Jiji Mangá.
- Tagosaku to Mokubē no Tōkyō-Kenbutsu (田吾作と杢兵衛の東京見物, "Tagosaku e Mokube's Sightseeing em Tokyo") - lançada em 1902, narra a história de dois caipiras que viajam a turismo para Tokyo e sem saber nada sobre a cultura moderna da cidade comportam-se de maneira tola (como por exemplo, comendo separadamente pedaços de açúcar café)[7].

- Haikara Kidorō no Sippai (灰殻木戸郎の失敗, "As Falhas de Kidoro Haikara") - lançada 1902, narra a história de um jovem, Mr. European style affected man, que se vangloria de seu parco conhecimento sobre o Ocidente e acaba envergonhando-se.

- Chame to Dekobō (茶目と凸坊, "Chame e Dekobo") - história sobre dois meninos travessos, homólogos dos Katzenjammer Kids no Japão. Os personagens Chame e Dekobo aparecem como bonecos e como cartas no que pode ser um dos primeiros exemplos de personagens de propaganda do Japão.

- Teino Nukesaku (丁野抜作) - lançado em 1915, narra a história de, Nukesaku Teino, um homem com cabeça de madeira que se tornou um personagem popular durante o Período Taishō.

- Tonda Haneko Jō (とんだはね子嬢) - lançada em 1928 - narra a história de Heneko Tonda, a primeira menina protagonista no mangá, senvindo de influência para as primeiras produções do estilo Shōjo, como Nakayoshi Techō, de Machiko Hasegawa[8].